# Juan Carlos Gangas
Juan Carlos Gangas Lubones (Santiago, 19 settembre 1944) è un ex calciatore cileno, di ruolo centrocampista.

## Carriera

### Club
Ha militato in patria nel Colo-Colo e Universidad de Chile.

## Palmarès

### Giocatore

#### Competizioni nazionali
- Campionato cileno: 3

Universidad de Chile: 1964, 1965, 1967